# 雲居山塔院
本條目為概述位於中國江西省九江市永修縣之雲居山歷來至今所建設之祖師塔院、塔墓。

## 塔院概述[1][2]
- 雲居山祖師塔，自道容、道膺諸祖有塔創建，有建於山之湖關內外，有建於龍虎山左右，有距常住十幾里者。雖時空變異，雲居祖塔，或有銘偈殘斷、頂石摧零、移易別地者，然而世代遐遠，名諱剝蝕，總係開闡法化，世守成緒，於茲山者。
- 近代雲居山祖庭重建，為纂修山志，大規模勘查全山塔墓，發現現存歷代祖師塔院有近百座，雖經風化或因故損毀，但有四十餘座塔經真如寺常住加以修葺，貌復原狀，塔林景緻，蔚為壯觀。《雲居山新志》所列塔墓簡介，計有93座塔。

## 現存塔院
- 道膺禪師塔
- 顓愚和尚全身法塔
- 晦山戒顯禪師全身塔
- 心印禪師塔
- 心空禪師塔
- 虛雲禪師塔院

## 外部連結
- 名山古剎《中國佛寺志》數位典藏，《雲居山志》：https://web.archive.org/web/20120314225228/http://buddhistinformatics.ddbc.edu.tw/fosizhi/ui.html?book=g074。 2011.3.27
- 雲居山佛教：http://www.yjsfj.com/ （页面存档备份，存于） 2011.3.29
- 雲居山塔院巡禮：https://web.archive.org/web/20150128112821/http://dev.ddbc.edu.tw/yunjushan/ 2011.3.29